# 尤凱區

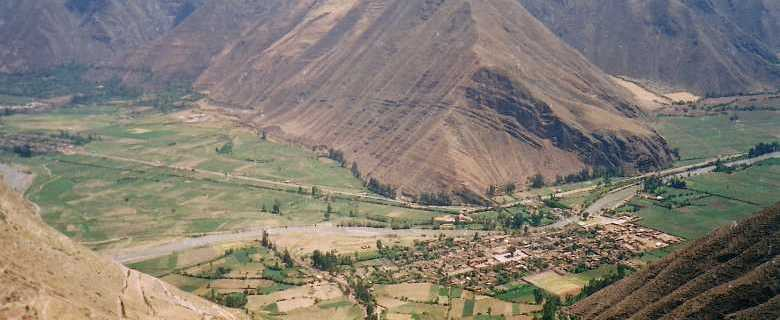

尤凱區（西班牙語：Distrito de Yucay），是秘魯的一個區，位於該國南部庫斯科大區的烏魯班巴省，始建於1905年9月9日，面積70.57平方公里，海拔高度2,857米，2005年人口3,019，人口密度每平方公里43人。